# Bretteville-du-Petit-Caux
Pour les articles homonymes, voir Bretteville.
Bretteville-du-Petit-Caux est une ancienne commune française du département de la Seine-Maritime.

## Toponymie
Le nom de la localité estattesté sous la formea Brettevilla vers 1034.
Comme tous les Bretteville, ce toponyme normand est formé de l'ancien français bret(e) qui signifie « breton(ne) », mais dans un sens primitif d’« originaire de l'actuelle Grande-Bretagne ». L'ancien français ville est issu du latin villa, et avait à l'origine le sens de « domaine rural ».

## Histoire
En 1823, Bretteville fusionne avec Varneville-aux-Grès pour former la nouvelle commune de Varneville-Bretteville.